# O Deserto dos Tártaros
Il deserto dei Tartari (em português O Deserto dos Tártaros) é uma romance escrito pelo escritor italiano Dino Buzzati em 1940, que gerou um filme - homônimo em 1976.

## Sinopse
“Promovido a oficial, Giovanni Drogo deixou a cidade numa manhã de Setembro para se dirigir à Fortaleza Bastiani, seu primeiro destino”.
A necessidade humana de dar sentido à vida e o desejo de imortalidade através da glória são o tema, sobre o qual circulam as alegorias desta obra. O enredo se desenrola sobre a narração da espera feita ao longo da vida do personagem Drogo, um militar de carreira, que vive se preparando para uma grande guerra na qual ele acredita que sua vida e existência serão postas à prova.
Drogo ainda jovem, é designado a uma remota fortaleza, localizada defronte a um deserto desolado, fronteiriço ao território tártaro. Nela, ele gasta sua carreira esperando e se preparando para uma invasão tártara, sempre temida em renovados rumores, alimentados pelo próprio Estado a que serve. 

Só muito tarde, Drogo vai percebendo que ao longo dos anos em sua estadia no forte, ele deixou passar anos e décadas e que, apesar de seus velhos amigos, tanto os da cidade, como os militares que passaram pelo forte, terem tido filhos, casado, e vivido uma vida plena, ele  em sua longa e paciente vigília veio acabar com nada, exceto a camaradagem militar.
Quando finalmente o ataque dos tártaros está para ocorrer de verdade, com as tropas inimigas à vista da fortaleza pela primeira vez em todos os seus anos, Drogo já velho e doente é dispensado pelo novo comandante do forte. Em seu caminho de volta à civilização, Drogo morre solitário em uma pousada.

## Personagens
- Tenente Giovanni Drogo - jovem oficial que terminou a sua formação na Academia Militar;

## Estrutura
O ensaio estrutura-se do seguinte modo:
- Primeira parte intitulada “Contradições” e que se subdivide em dois capítulos;
- Segunda parte, intitulada “A Questão Moral” e que se subdivide em três capítulos;